# Ecliptopera zaes
Ecliptopera zaes là một loài bướm đêm trong họ Geometridae.